# Mewa (Schiff)
ORP Mewa (deutsch: „Möwe“) war das zweite von sechs Minensuchbooten der Jaskółka-Klasse der polnischen Marine und wurde 1934–1935 gebaut. Die Boote dieser Klasse waren auch als Minenleger und zur U-Boot-Jagd vorgesehen.
Das Boot wurde am 25. Oktober 1935 in Dienst gestellt, bereits am ersten Kriegstag beschädigt und zwei Tage später versenkt. Von den Deutschen gehoben, stellte die Kriegsmarine sie zunächst als Putzig später als Torpedofangboot TFA 7 in Dienst. 1946 an Polen zurückgegeben, blieb sie bis 1960 im aktiven Dienst, bevor sie 1970 ausgemustert und 1981 abgewrackt wurde.

## Marine der zweiten polnischen Republik
Hauptaufgabe war die Ausbildung der Mannschaften. Zu Beginn des deutschen Überfalls auf Polen versah die Mewa bereits einen längeren Dienst – ihr Kommandant zu diesem Zeitpunkt war Kapitan Marynarki Waclaw Lipkowski.
Am Morgen des 1. September verließ die polnische Flotte mit dem Minenleger Gryf, dem Zerstörer Wicher, den Minensuchern Jaskółka, Rybitwa, Czajka, Czapla, Żuraw und der Mewa sowie den Kanonenbooten General Haller und  Komendant Piłsudski ihre Basis in Gdingen, um nach Hela zu verlegen und die „Operation Rurka“ durchzuführen. Dabei sollte die Danziger Bucht mit einer Minensperre gegen deutsche Schiffsangriffe geschützt werden.
Während der Überfahrt griffen 33 Sturzkampfbomber vom Typ Ju 87 des Lehrgeschwaders 1 die Flotte an, die „Operation Rurka“ musste abgebrochen werden. Bei diesem Angriff erhielten die Gryf, Wicher und auch Mewa Schäden durch Nahtreffer. Letztere musste die Rybitwa nach Hela schleppen. Die Mewa verblieb in Hela, während die fünf unbeschädigten Minensucher zum Marinehafen von Jastarnia beordert wurden, wo sie bis Mitte September stationiert blieben.
Am 3. September erfolgten mehrere deutsche Luftangriffe auf Hela durch die 4./Trägergruppe 186. Beim Angriff gegen 14.00 Uhr durch 12 Flugzeuge dieser Gruppe wurden schwerpunktmäßig der Minenleger Gryf und der Zerstörer Wicher ins Visier genommen. Ohne direkt getroffen worden zu sein, sank die Mewa durch die Dünung der Explosionen. Bei der Kapitulation der polnischen Truppen auf Hela am 2. Oktober wurde der Minensucher von der eigenen Mannschaft endgültig selbstversenkt.

## Deutsche Kriegsmarine
Nach der Kapitulation der polnischen Truppen auf Hela hoben und reparierten die Deutschen zunächst die Minensucher, die durch die Selbstversenkung geringfügig beschädigt waren, anschließend auch die Mewa. Nach der Reparatur stellte die Kriegsmarine sie als Putzig in Dienst.
Am 14. Juni 1941 erfolgte der Umbau zum Torpedofangboot und die Umbenennung in TFA 7 („Torpedofangboot Ausland“) und am 3. Dezember 1941 die Übergabe an die 26. U-Boot-Flottille in Gotenhafen. Diese diente vor allem der Torpedoschießausbildung für U-Boot-Kommandanten – als Torpedofangboot hatte sie die verschossenen Übungstorpedos zu bergen.
Zum Kriegsende wurde sie mit ihren Schwesterschiffen TFA 8 (ex Rybitwa) und TFA 11 (ex Czajka) sowie den alten Torpedobooten T 139, T 151, T 155, T 156 und T 198 aus dem Ersten Weltkrieg noch einmal zum Dienst in einer Kampfeinheit herangezogen. Zusammen bildeten sie von April bis Mai 1945 die wieder aufgestellte 4. Geleitflottille und versahen bei der Rückführung von Truppen und Zivilbevölkerung aus dem Osten sowie dem Kurland Geleitdienst in der Ostsee.

## Deutscher Minenräumdienst
Nach Kriegsende wurde die Mewa wie die anderen ehemaligen polnischen Boote am 15. Oktober 1945 der 3. Minenräumdivision des Deutschen Minenräumdienstes zugeteilt. Aufgabe der 3. Division mit Sitz in Kopenhagen war die Räumung der Seeminen in den dänischen Gewässern. Die – inzwischen unbewaffnete – Mewa und ihre Schwesterboote sind in den aktiven Flottillen nicht verzeichnet und ist den Reservebooten zuzurechnen.

## Marine der Volksrepublik Polen
In Travemünde fand die polnische Militärkommission im Dezember 1945 die ehemalige Mewa zusammen mit ihren Schwesterschiffen. Die Boote erhielten ihre alten Namen zurück und am 12. März 1946 erreichten sie die frühere Basis Gdingen. Dort wurden sie einer gründlichen Überholung unterzogen, die bis Juni 1947 abgeschlossen war. Mit der Rückgabe wurde die Mewa mit Waffen aus deutschen Beständen ausgerüstet und trug nun sieben 2,0-cm-Flak (1x1, 1x2, 1x4). Diese Bewaffnung behielt das Boot bis Juli 1949.
Kurzzeitig diente sie als Schulschiff für die Marineoffiziersschule, bis im Juli 1947 die Blyskawica diese Aufgabe übernahm. Anschließend wurden sie – entgegen ursprünglichen Planungen, sie zusammen mit ehemaligen sowjetischen Minensuchern in Gdingen zu stationieren – nach Stettin verlegt. Von dort räumten sie bis Mitte 1949 die in polnischer Verantwortung liegenden Küstenabschnitte und Seestraßen von Minen.
Umklassifiziert vom Minensuchboot zum Wachboot D-46 erhielt sie Juli 1949 eine neue Bewaffnung nach sowjetischem Standard und trug nun zwei 3,7-cm-Kanonen (1x2), zwei 12,7-mm-Maschinengewehre (1x2) sowie zwei Wasserbombenwerfer. Bis 1960 wurden auf ihr Mannschaften für die U-Boot-Abwehr geschult. In den letzten Jahren diente sie als Wohnboot, bis 1970 der Entschluss zur endgültigen Ausmusterung gefasst und sie 1981 abgewrackt wurde.